# Грейтер-Садбери
Садбери или Сабери — город в Канаде, в провинции Онтарио. Входит в агломерацию «Большой Садбери». Население — 157 857 жителей (2006). Железнодорожная станция.
Возникновение Садбери связано с началом освоения крупнейшего медно-никелевого месторождения Садбери и сооружением Трансканадской железной дороги. Текущее название город получил в 2001 году при присоединении к нему шести соседних муниципалитетов.
Относительно французского канадского населения в городе наблюдается уменьшение его численности с 26,3 % (2001 год) до 15,6 % (2011 год). Французский язык там имеет значительно большее распространение, чем в других городах провинции. Кроме британцев и французов, имеются общины итальянцев (0,7 %), индейцев, финнов и украинцев.
Цветная металлургия (Vale Canada). Химическая, деревообрабатывающая, пищевая промышленность. Производство горного оборудования.
В шахте Крейгтон около города, на глубине 2 км под землей расположена Садберийская нейтринная обсерватория (сокр. англ. SNO).
На территории города расположена дымовая труба Inco Superstack — самая высокая во всём западном полушарии. Имеет высоту 380 метров, занимает вторую строчку в списке самых высоких сооружений Канады (после Си-Эн Тауэр), также вторую строчку в списке самых высоких труб мира (после дымовой трубы Экибастузской ГРЭС-2) и 40-ю строчку в списке самых высоких свободностоящих сооружений мира. Расположена на территории завода по производству никеля.

## Известные уроженцы
- Брайан Сэвэж, канадский хоккеист, призёр Олимпиады-1994.